# Grot van Tuc d'Audoubert
De grot van Tuc d'Audoubert is een onderaards grottenstelsel in de Franse Pyreneeën, gelegen in Montesquieu-Avantès op de Volprivier (departement Ariège). Het stelsel is beroemd vanwege de vele prehistorische vondsten, waaronder twee bizonreliëfs in klei uit het Magdalénien. Replica's ervan zijn te vinden in het Moravisch museum van Brno en in het Musée d'archéologie nationale van Saint-Germain-en-Laye.
Graaf Henri Bégouën en zijn drie zonen ontdekten de grot in 1912.